# 奧蒂塞爾獸屬
奧蒂塞爾獸屬（學名：Otsheria）是獸孔目異齒亞目的一屬，生存於二疊紀中期的俄羅斯彼爾姆邊疆區。